# Marie-Thérèse d'Autriche (1717-1780)
Pour les articles homonymes, voir Marie-Thérèse d'Autriche.
Marie-Thérèse Walburge Amélie Christine de Habsbourg (en allemand : Maria Theresia Walburga Amalia Christina von Habsburg), née le 13 mai 1717 à Vienne et morte dans la même ville le 29 novembre 1780, est la dernière représentante de la maison de Habsbourg. Fille aînée de l'empereur Charles VI, elle succède en octobre 1740 à son père à la tête des possessions héréditaires de la maison de Habsbourg, notamment l'archiduché d'Autriche où se trouve la capitale centrale Vienne ; le royaume de Bohême, le royaume de Hongrie et le royaume de Croatie dont elle recevra les couronnes. Elle est restée dans l'histoire par son titre d'épouse : impératrice du Saint-Empire romain germanique et est couramment nommée « l'impératrice ».
Bien que Charles VI ait pris soin de très longue date d'assurer sa succession, grâce à la Pragmatique Sanction de 1713 et à des traités avec les autres États d'Allemagne (Prusse, Bavière, etc.) et d'Europe, l'accession au pouvoir d'une princesse de 23 ans est l'occasion d'un long conflit, lancé par Frédéric II dès la fin de 1740, la guerre de Succession d'Autriche (1740-1748), à laquelle prennent aussi part, parmi les ennemis de Marie-Thérèse, la Bavière, la France et l'Espagne. Au terme de cette guerre, conclue par le traité d'Aix-la-Chapelle, Marie-Thérèse a perdu la Silésie, province qu'elle chérissait, cédée à la Prusse, mais son époux a été élu empereur et son pouvoir est solidement établi.
Mariée depuis 1736 à François III Étienne, duc de Lorraine et de Bar (jusqu'en 1737), puis grand-duc de Toscane, Marie-Thérèse ne peut être élue empereur, dignité réservée à un homme : compte tenu de la situation internationale, ce n'est qu'en 1745 que François de Lorraine est élu empereur, succédant à Charles VII, électeur de Bavière, élu en janvier 1742. Marie-Thérèse est donc couramment appelée l'« impératrice » Marie-Thérèse, formellement seulement en tant qu'épouse de l'empereur. Elle est cependant considérée par ses contemporains, qui la surnomment « la Grande », comme détentrice de facto de la dignité impériale, jusqu'à la mort de son mari en 1765, puis aux côtés de son fils Joseph II. Seule femme à avoir été souveraine des possessions des Habsbourg, elle est restée, dans la mémoire collective, comme l'un des plus grands monarques de son siècle, comme Catherine de Russie.
Elle a eu seize enfants, dont onze filles, parmi lesquels Joseph II, l'empereur du Saint-Empire, Léopold II (1747-1792) et la reine de France Marie-Antoinette (1755-1793).
Elle est avec son époux la fondatrice de la maison de Habsbourg-Lorraine dont les descendants ont régné sur l'Autriche, la Hongrie, la Bohême, la Toscane et Modène, et même sur le Mexique.

## Biographie

### Famille

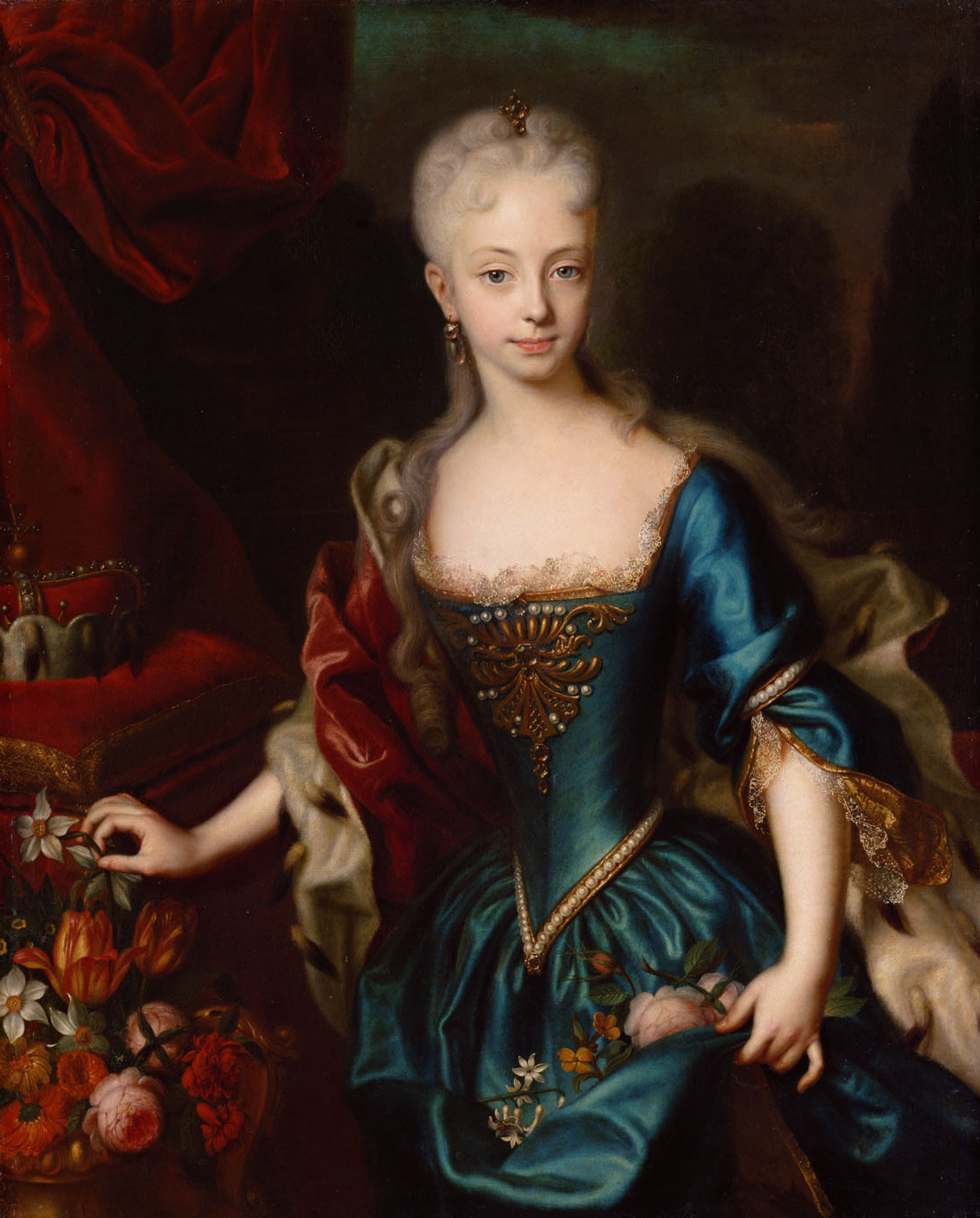
Marie-Thérèse enfant en 1727.

Dernière descendante de la maison de Habsbourg, l'archiduchesse est la fille aînée de l'empereur Charles VI et de l'impératrice, née Élisabeth-Christine de Brunswick-Wolfenbüttel. Un seul de ses frères et sœurs a survécu au-delà de l'enfance : Marie-Anne (1718-1744) dont elle est restée très proche, mais qui mourra prématurément. L'archiduchesse est aussi proche de sa tante l'archiduchesse Marie-Madeleine. Issue d'une maison marquée par la consanguinité, elle a hérité de sa mère la beauté et la force de caractère.
Elle épouse, le 12 février 1736, François-Étienne de Lorraine, duc de Lorraine puis grand-duc de Toscane ; de cette union naissent seize enfants, dont la future reine de France Marie-Antoinette. Elle a aussi marié sa sœur cadette Marie-Anne au frère cadet de François, Charles-Alexandre de Lorraine (1712-1780), gouverneur général des Pays-Bas autrichiens.

### Héritière des États des Habsbourg

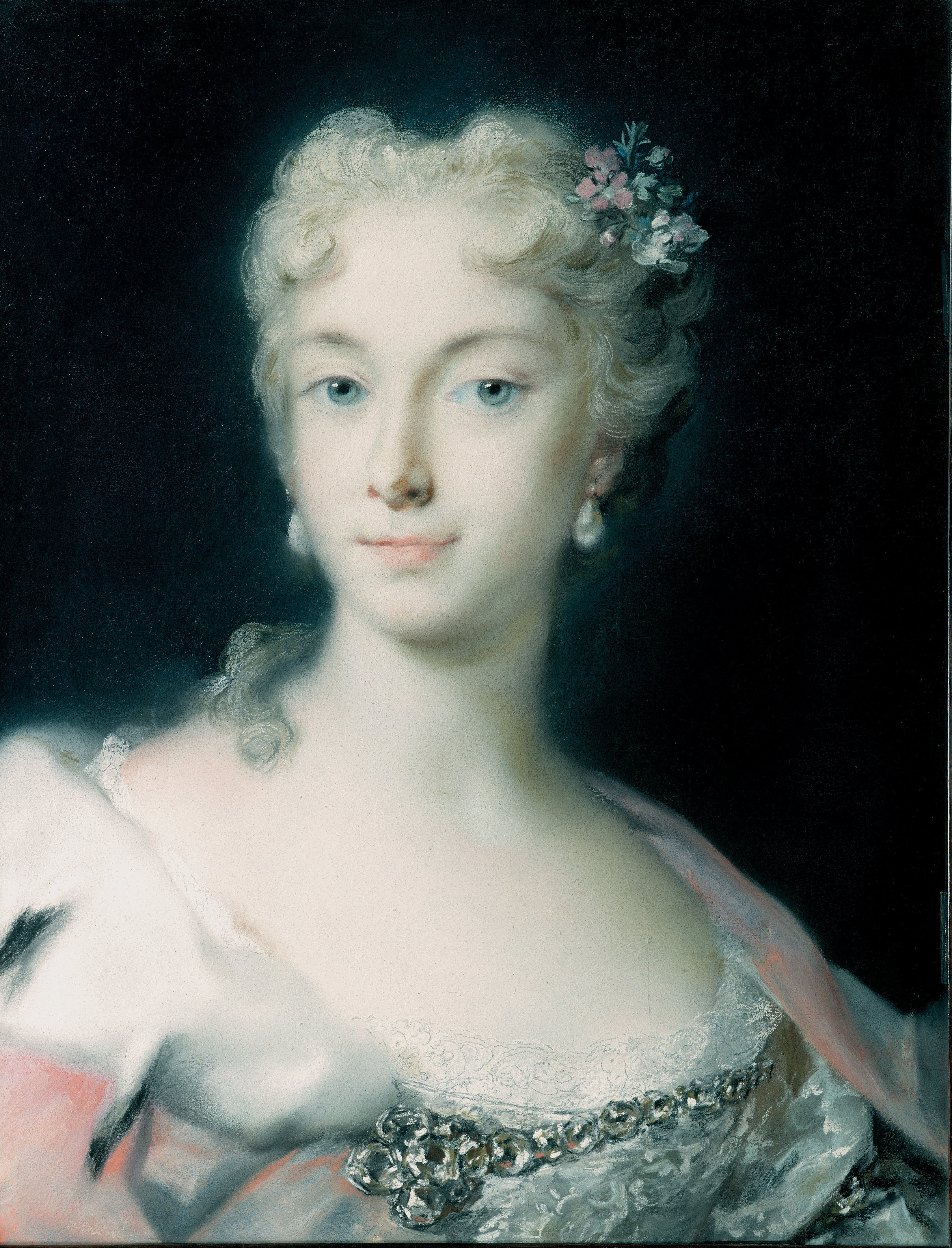
L'Archiduchesse Marie-Thérèse
par Rosalba Carriera, vers 1730.
Gemäldegalerie Alte Meister (Dresde).

Afin d'affirmer l'indivisibilité des domaines des Habsbourg, son père, sans enfant mâle, rendit le 19 avril 1713 la Pragmatique Sanction. Cette disposition de succession au trône réserve celui-ci à l’aîné vivant des enfants du souverain, quel qu'en soit le sexe. De fait, Charles VI désigne donc Marie-Thérèse pour lui succéder, au détriment de sa nièce, la fille de Joseph Ier, son frère aîné décédé.
Cet acte, reconnu par les diètes des États des Habsbourg, sera finalement garanti, non sans difficultés, par les grandes puissances européennes.
Le 12 février 1736, Marie-Thérèse épouse son fiancé, François III Étienne, duc de Lorraine et de Bar. Ce dernier, aux traités de Vienne (3 octobre 1735 et 18 novembre 1738) mettant fin à la guerre de Succession de Pologne, reçoit le grand-duché de Toscane en échange de ses duchés héréditaires de Bar et de Lorraine qu'il abandonne non sans réticence à titre viager à Stanislas Leszczynski, roi déchu de Pologne, mais beau-père de Louis XV lesquels duchés, à la mort de l'ex-roi de Pologne, seront annexés par la France.
L'empereur Charles VI meurt soudainement le 20 octobre 1740, et malgré ladite Pragmatique Sanction, Marie-Thérèse éprouve des difficultés à faire reconnaître ses droits aux trônes de son père, droits immédiatement contestés par la Bavière, l'Espagne, la France, le Piémont-Sardaigne, la Prusse et la Saxe. Sans ultimatum, Frédéric II de Prusse attaque la Silésie, riche territoire appartenant à la maison de Habsbourg, avec pour conséquence le déclenchement de la guerre de Succession d'Autriche.

### Une succession très disputée

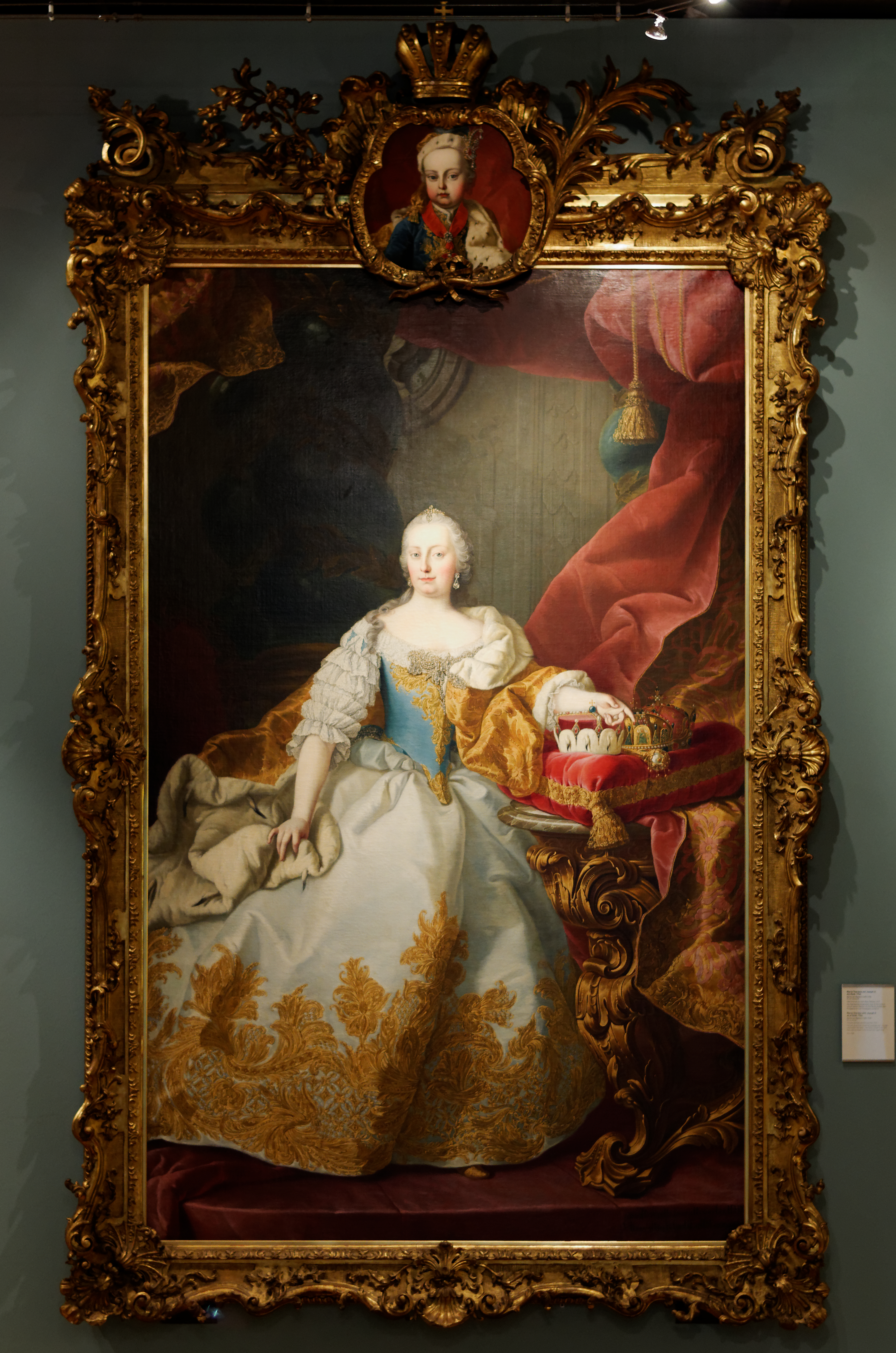
Marie-Thérèse, roi de Hongrie et de Bohême.

À la mort de l'empereur son père, Marie-Thérèse est une jolie jeune femme de 23 ans, vive, spontanée, très amoureuse de son mari ayant donné le jour à trois filles (l'aînée meurt à l'âge de 3 ans le 7 juin 1740, la troisième mourra le 25 janvier 1741 à l'âge de 1 ans) mais pas à l'héritier mâle qui affermirait sa maison.
Depuis trois générations, la difficulté à engendrer l’héritier mâle destiné à raffermir le trône de la dynastie est cruellement ressentie par la famille impériale et par ses sujets. À son avènement, le « roi » de Bohême et de Hongrie est enceinte de 4 mois et espère donner enfin le jour à ce fils tant attendu.
Peu préparée à ses fonctions, la jeune souveraine se trouve confrontée à un « empire » sortant d'une guerre désastreuse contre l'Empire ottoman, une armée désorganisée, des caisses vides et une administration archaïque aux rouages grippés.
Elle est, de plus, assaillie de tous les côtés et par ceux-là mêmes qui s'étaient engagés à la soutenir, ses voisins et parents, notamment le roi Frédéric II de Prusse, nouveau roi en Prusse. Elle doit mener sans soutien ni argent la guerre de Succession d'Autriche (1740-1748) contre la Prusse, la Bavière, la Saxe, la France de Louis XV, le Piémont-Sardaigne et l'Espagne. Son cousin par alliance Charles Albert, électeur de Bavière, protégé par la France ennemie, est élu empereur (Charles VII) contrairement à la volonté de Charles VI.
À ces trahisons répond une première victoire « biologique » et politique : le 13 mars 1741 naît l'héritier mâle tant attendu. Sur les conseils de sa mère, elle le nomme en geste d'action de grâce, Joseph, comme le père nourricier du Christ.
Sur le plan politique, elle réussit à s'allier à l'Angleterre des Hanovre et à rallier à elle la noblesse hongroise. Cette guerre occasionne pourtant la perte de la Silésie, riche région minière qu'elle doit céder à la Prusse, et d'une petite partie du Milanais qu'elle cède au roi de Sardaigne son beau-frère, Charles-Emmanuel III de Sardaigne.
Le reste des possessions héréditaires des Habsbourg est cependant sauvegardé : Marie-Thérèse, conformément au vœu de son père, est alors à la tête de l'archiduché d'Autriche (20 octobre 1740-29 novembre 1780), « roi » de Hongrie (couronnée le 25 juin 1741) et reine de Bohême (1743-1780).

### Le trône des Habsbourg et la politique impériale

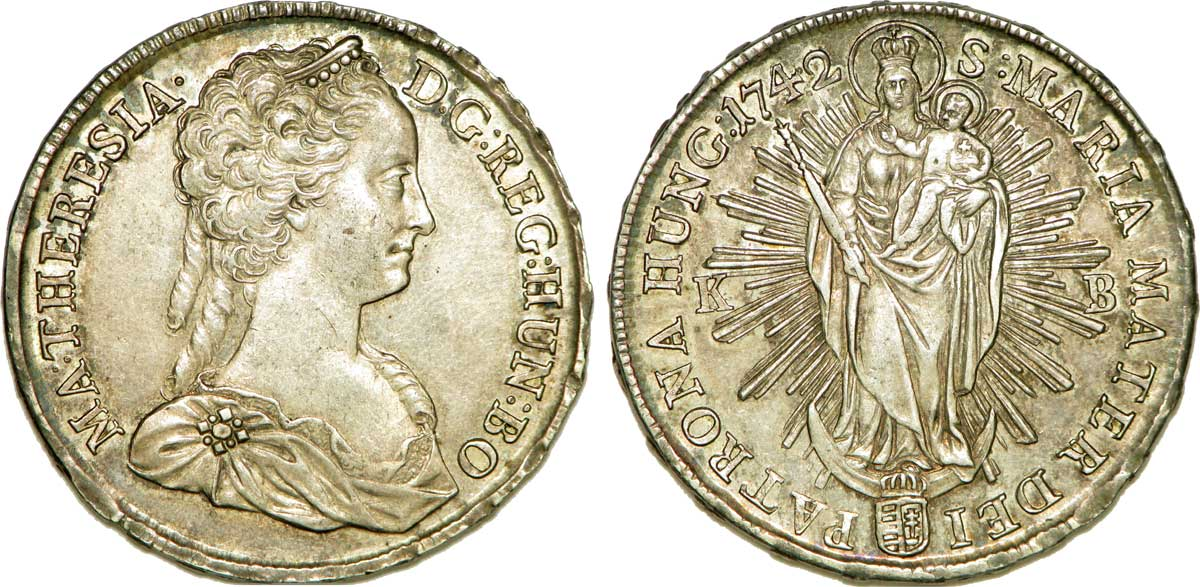
Thaler à la madone et à l'effigie de Marie-Thérèse d'Autriche (1742).

En 1745, après la mort de Charles VII, Marie-Thérèse fait élire son époux François-Étienne de Lorraine sur le trône impérial. Elle-même devient alors « impératrice consort des Romains ».

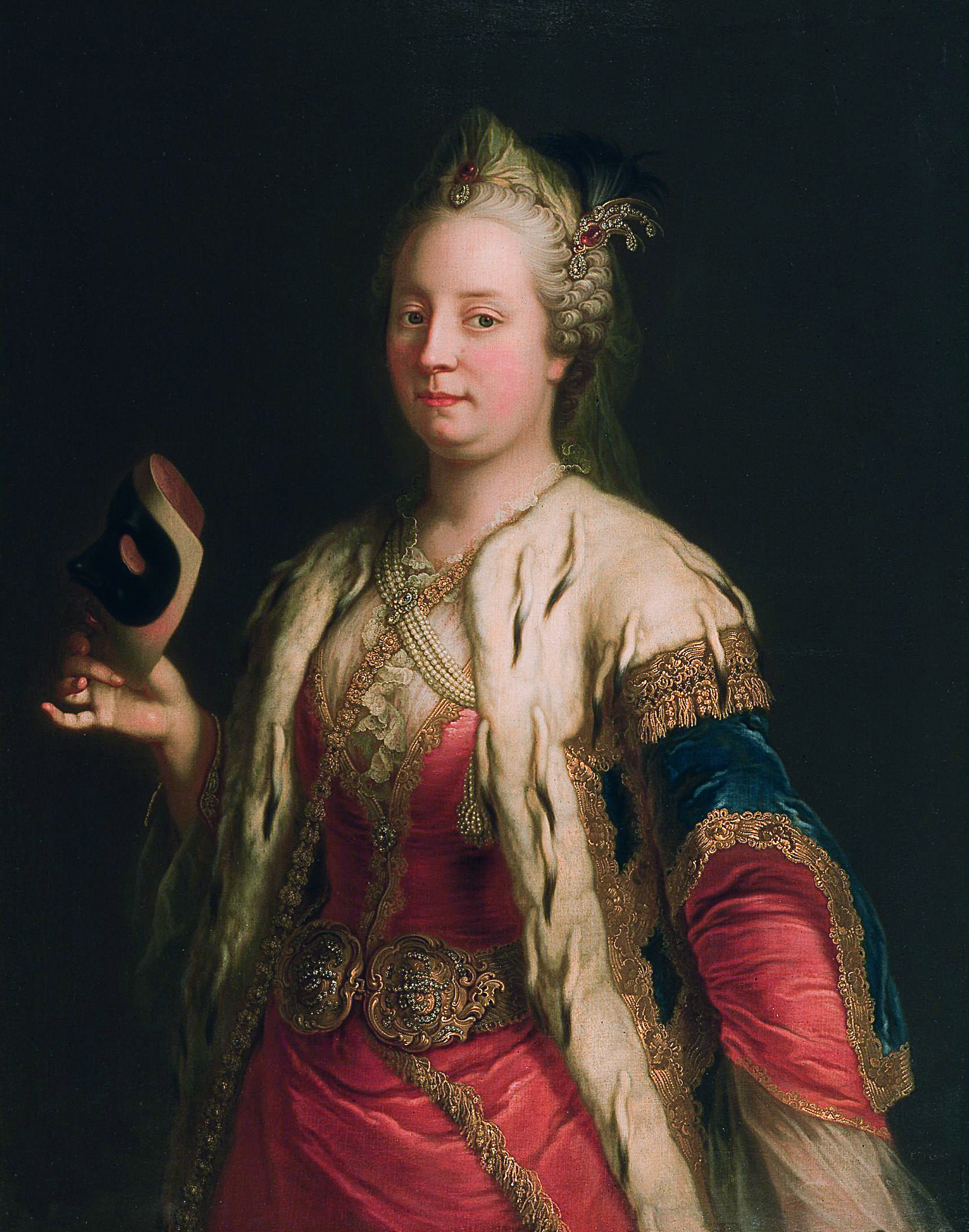
Marie-Thérèse au masque : l'impératrice aimait aussi les fêtes et les bals.

Nonobstant le fait que la dignité impériale ne pouvait être conférée qu'à un homme, la personnalité de Marie-Thérèse, faite de courage, de grandeur d'âme, de droiture et de pugnacité[réf. souhaitée], s'impose dans la politique de l'Empire, bien plus que la sage mesure qu'observe l'empereur François. Elle est pour toutes les cours, les chancelleries et pour le public, simplement « l'impératrice », qui exerce la réalité du pouvoir.
Ses contemporains la nomment assez rapidement, dès la seconde partie de son règne, « Marie-Thérèse la Grande ».
Avec l'accession de François et Marie-Thérèse au trône, la dignité impériale revient dans la maison de Habsbourg (devenue maison de Lorraine d'Autriche ou Lorraine-Habsbourg mais connue depuis comme celle de Habsbourg-Lorraine) : la maison d'Autriche préserve ainsi sa puissance et son importance dans le concert des grandes nations européennes.
Peu formée à sa fonction, elle sait s'entourer d'hommes compétents et dévoués auxquels elle accorde une véritable confiance, tout en sachant aussi imposer son autorité. Parmi eux, le comte Emmanuel de Silva-Tarouca qui a assisté à sa naissance et à qui elle demande de lui parler sans détour et d'oser la critiquer avec franchise.
La nouvelle politique d'alliance mise en œuvre par son chancelier d'État, le comte de Kaunitz, ayant pour but de combattre la Prusse, a pour conséquence un rapprochement avec la France et le soutien de la Russie et de la Suède. Alliée à la France depuis 1756, Marie-Thérèse reprend la guerre contre Frédéric II de Prusse afin de récupérer la Silésie ; mais à l'issue de cette guerre de Sept Ans (1756-1763), cette tentative échoue lamentablement. Elle empêche toutefois son ennemi de prendre la Saxe, et réussit à obtenir son vote pour l'élection de son fils Joseph comme empereur. Elle privilégiera désormais des solutions plus pacifiques.
C'est au cours de cette guerre qu'elle crée un nouvel ordre de chevalerie, qui porte son nom et qui restera jusqu'en 1918 la plus haute décoration militaire autrichienne.
Elle renforce les liens avec ses sujets hongrois en leur manifestant une confiance particulière. Un corps d'élite de hussards hongrois est ainsi chargé d'assurer sa garde personnelle, tradition qui perdurera jusqu'en 1918 ; de plus, elle confie au maréchal comte Batthyány l'éducation du futur Joseph II.
À la mort de son époux en 1765, Marie-Thérèse, toute à sa douleur, songea à abdiquer mais, effrayée par le tempérament impulsif, autoritaire et vindicatif de son fils et successeur Joseph II, elle préféra conserver le pouvoir et seulement l'associer au gouvernement des « États héréditaires ».
Durant son règne, elle entreprit diverses réformes centralisatrices, notamment grâce à l'aide de son chancelier Kaunitz. Elle fut aussi une adepte du mercantilisme.
L'impératrice se laisse entraîner malgré elle — par Catherine II de Russie — dans le premier des partages de la Pologne. « Elle pleurait mais signait toujours » dit plus tard le cynique Frédéric II de Prusse, qui n'est pas aussi scrupuleux que la catholique souveraine autrichienne. En 1772, lui sont attribuées la Petite-Pologne et la Galicie.
Elle a aussi financé en 1777 la construction d'une école dans le centre de la ville de Herve en Belgique. Cet établissement, le collège royal Marie-Thérèse, est l'une des plus vieilles écoles de Belgique. Toujours en Belgique, en 1772, elle donne à une société littéraire le titre d'Académie impériale et royale des sciences et belles-lettres de Bruxelles, en lui assignant pour mission d'animer la vie intellectuelle du pays et de stimuler les recherches scientifiques. C'est l'origine de l'actuelle Académie royale des sciences, des lettres et des beaux-arts de Belgique, parfois dénommée « la Thérésienne ».

#### Religions
Bien que fervente catholique — toute l'Europe se moque de sa bigoterie — qui impose sa religion comme la seule officielle et avec une grande intolérance, elle cherche à renforcer le contrôle de l'État sur l'Église et signe, en 1773, l'expulsion de la Compagnie de Jésus.

À l'égard des autres religions, elle déclare : 

« Je déteste les protestants mais je hais les Juifs,,. »

 D'ailleurs, elle expulse les quelque 20 000 Juifs de Prague en 1744, la plus grande communauté ashkénaze d'Europe, qu'elle rappelle rapidement après la catastrophe économique que cela déclenche afin de continuer à bénéficier du savoir-faire de ses exportateurs et négociants juifs en verre et en toile de Bohême,,. Quant aux protestants, ils sont déplacés entre 1752 et 1757 : plus de 1 000 familles protestantes de Carinthie en Autriche vers la Transylvanie multiconfessionnelle, région actuellement en Roumanie.

### Mariage et descendance

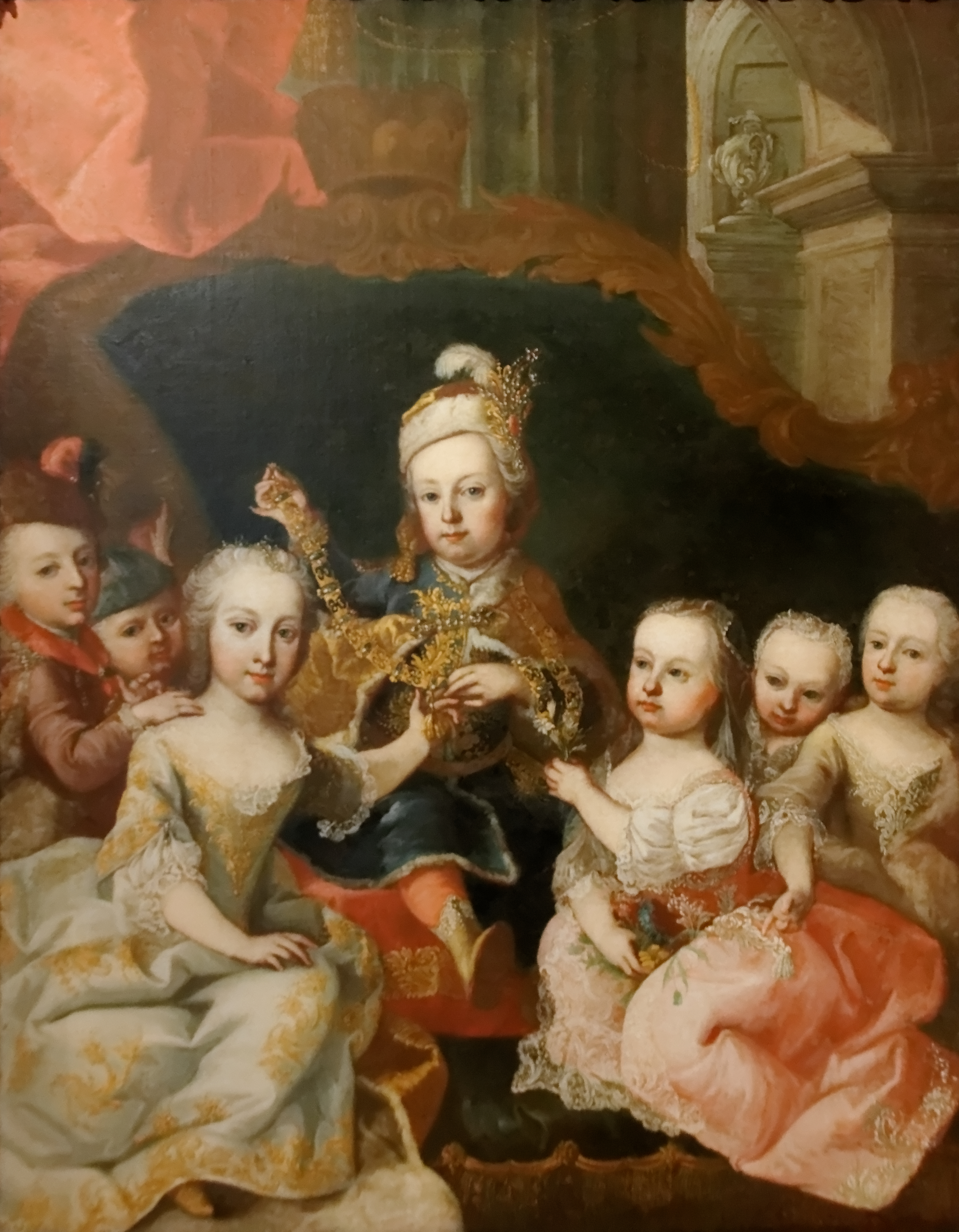
Les enfants impériaux, Joseph et six de ses frères et sœurs, à la sortie de la guerre de succession.

Marie-Thérèse est une épouse profondément amoureuse de son mari, qui le lui rend bien (on l'a dite parfois envahissante). À la différence des princes de leur temps, ils partageront la même chambre et le même lit pendant les 29 ans que durera leur union. Marie-Thérèse est une épouse ardente qui disgraciera un courtisan coupable d'avoir conseillé à l'empereur de faire chambre-à-part. Elle met au monde seize enfants dont cinq fils et onze filles (parmi lesquels dix parvinrent à l'âge adulte). Comme tout membre de la maison des Habsbourg puis de Habsbourg-Lorraine, Marie-Thérèse, son mari et leur descendance sont destinés à être inhumés dans une crypte dédiée à Marie-Thérèse, au sein de la crypte des Capucins à Vienne. Son fils Joseph II règne avec elle de 1765 à 1780, puis prend le pouvoir après la mort de sa mère.
- Marie-Élisabeth d'Autriche (5 février 1737-7 juin 1740) ;

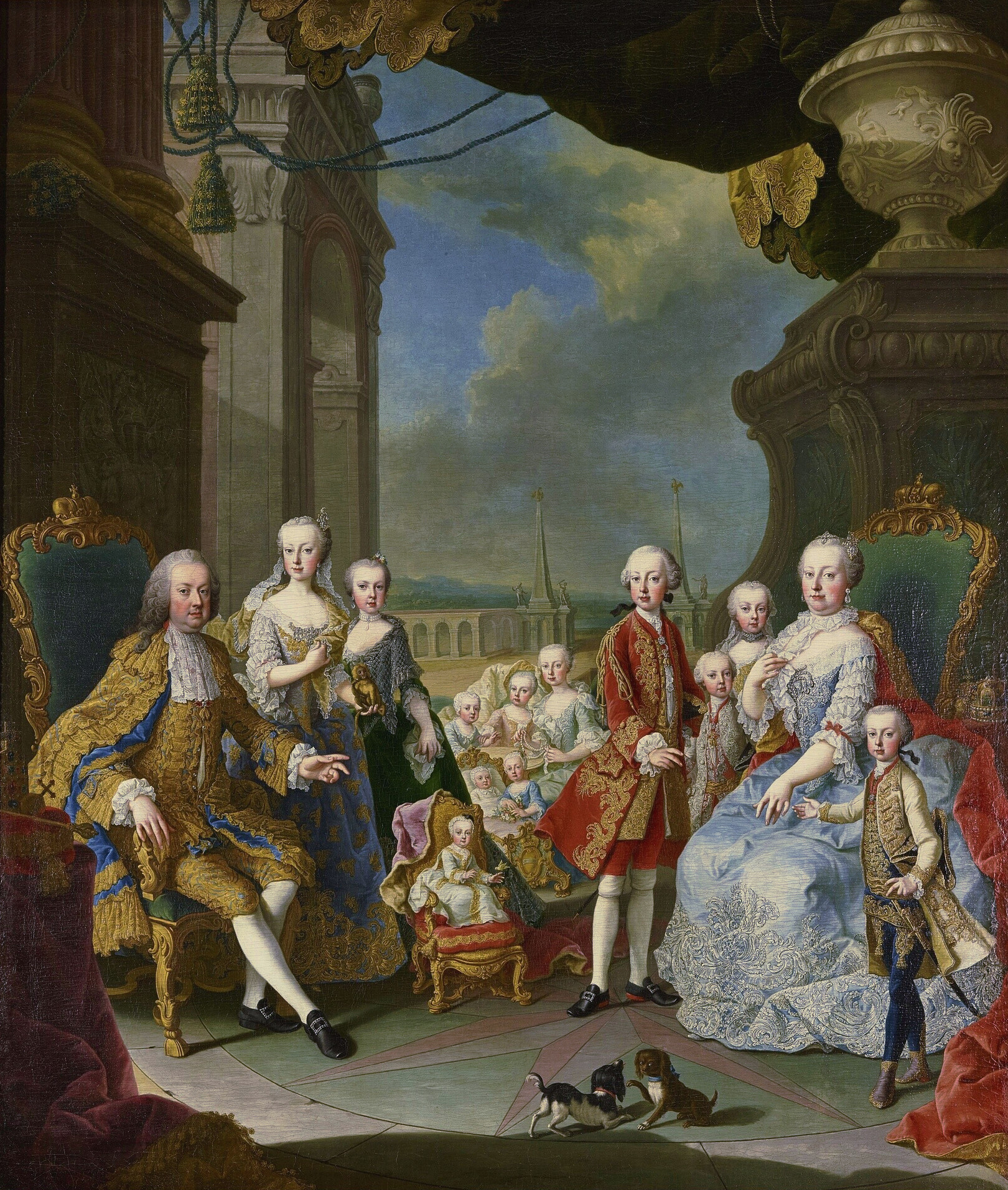
Les enfants de Marie-Thérèse et François en 1756.

- Marie-Anne d'Autriche (6 octobre 1738-19 novembre 1789), abbesse du Chapitre des Dames-Nobles de Prague ;
- Marie-Caroline d'Autriche (12 janvier 1740-25 janvier 1741), archiduchesse d'Autriche ;
- Joseph II d'Autriche (13 mars 1741-20 février 1790), empereur (Joseph II, 1765-1790), qui épouse en 1760 Marie-Isabelle de Bourbon-Parme (1741-1763), puis en 1765 Josépha de Bavière (1739-1767) ;
- Marie-Christine d'Autriche (13 mai 1742-24 juin 1798), qui épouse en 1766 Albert de Saxe (1738-1822), créé duc de Teschen (Silésie) ;Les enfants de Marie-Thérèse et François en 1756.
- Marie-Élisabeth d'Autriche (13 août 1743-25 septembre 1808), abbesse du Chapitre des Dames-Nobles de Salzbourg puis de Prague ;
- Charles Joseph d'Autriche (1er février 1745-18 janvier 1761), fiancé à Marie-Louise d'Espagne ;
- Marie-Amélie d'Autriche (26 février 1746-18 juin 1804), qui épouse en 1769 Ferdinand Ier (1751-1802), duc de Parme ;
- Léopold II d'Autriche (5 mai 1747-1er mars 1792), Grand-Duc de Toscane (1765-1790) puis empereur (Léopold II, 1790-1792) ; épouse en 1765 Marie-Louise d'Espagne (1745-1792) ;
- Marie-Caroline d'Autriche (morte le 17 septembre 1748) ;

- Marie-Jeanne Gabrielle d'Autriche (4 février 1750-23 décembre 1762) ; fiancée à Ferdinand Ier(1751-1825), roi des Deux-Siciles (1759-1825) ;
- Marie-Josèphe d'Autriche (19 mars 1751-15 octobre 1767), fiancée à Ferdinand Ier (1751-1825), roi des Deux Siciles (1759-1825) ;
- Marie-Caroline d'Autriche (13 août 1752- 8 septembre 1814), épouse en 1768 Ferdinand Ier (1751-1825), roi des Deux Siciles (1759-1825) ;
- Ferdinand d'Autriche (1er juin 1754-24 décembre 1806), duc de Modène, épouse en 1771 Marie-Béatrice d'Este (1750-1829), duchesse héritière de Modène, qui lui apporte le duché ;
- Marie-Antoinette d'Autriche (2 novembre 1755-16 octobre 1793), épouse en 1770 le dauphin de France, futur Louis XVI (1754-1793), roi de France et de Navarre (1774-1791), roi des français (1791-1792) ;
- Maximilien François d'Autriche (8 décembre 1756-26 juillet 1801), évêque de Münster, archevêque de Cologne, grand-maître de l'ordre Teutonique.

## Postérité

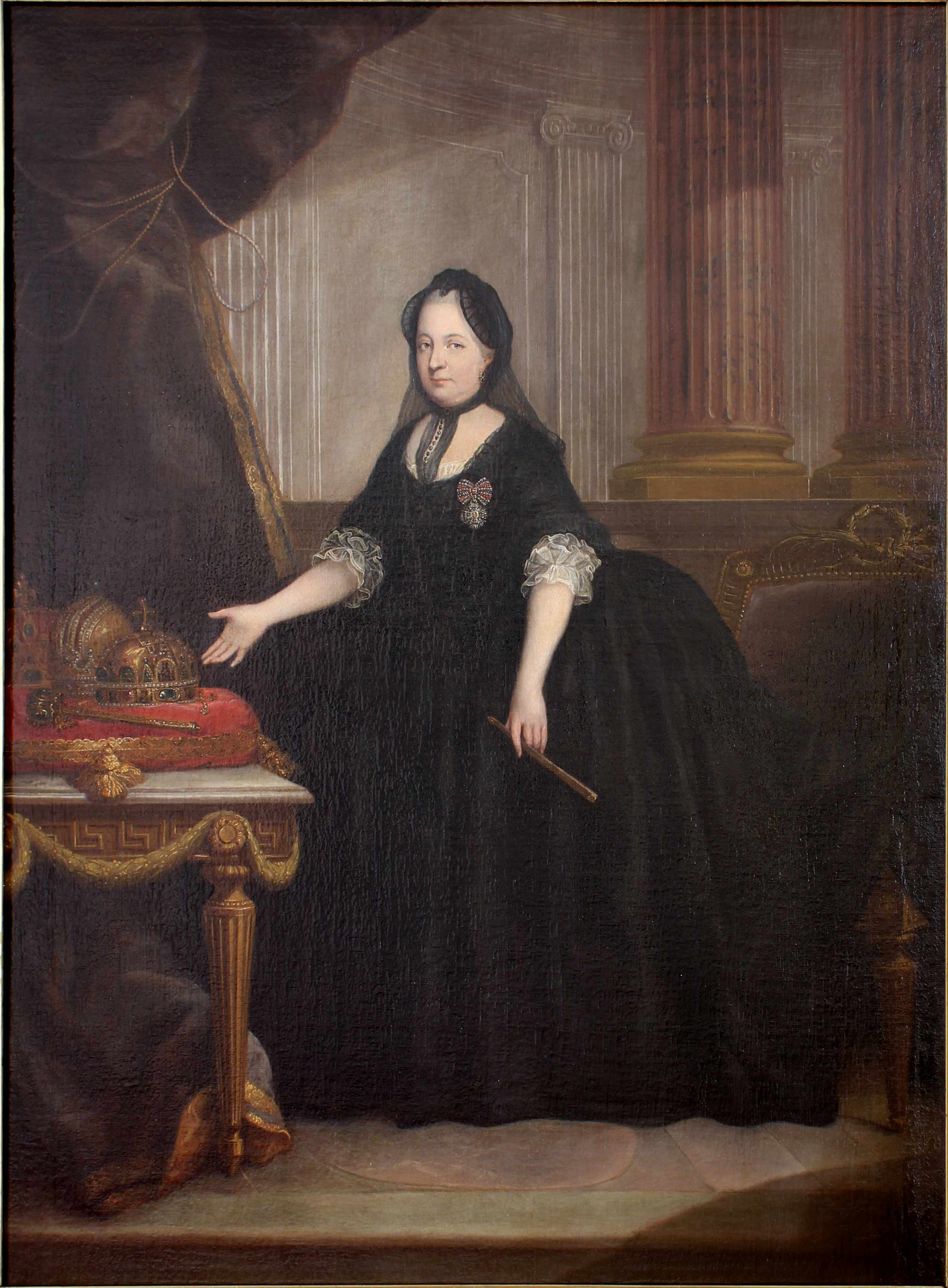
Marie-Thérèse en deuil, vers 1772.

Les membres de l'actuelle maison de Habsbourg-Lorraine, dite maison d'Autriche, descendent tous de Marie-Thérèse et de son mari François et par ceux-ci de leurs enfants : Léopold II, Ferdinand duc de Modène, Marie-Amélie duchesse de Parme, et Marie-Caroline, reine de Naples et de Sicile. Par leurs mariages, les descendants actuels des maisons souveraines d'Espagne, de France, du Luxembourg, de Belgique, du Liechtenstein, des Deux-Siciles, de Parme, de Savoie, de Saxe et de Bragance, ont tous Marie-Thérèse dans leurs ancêtres directs. Il en est de même pour la maison ducale de Hohenberg et les comtes de Méran, branches morganatiques des Habsbourg-Lorraine. Les descendants de Marie-Thérèse se retrouvent également parmi les membres de plusieurs grandes familles de l'aristocratie européenne.

## Thaler de Marie-Thérèse

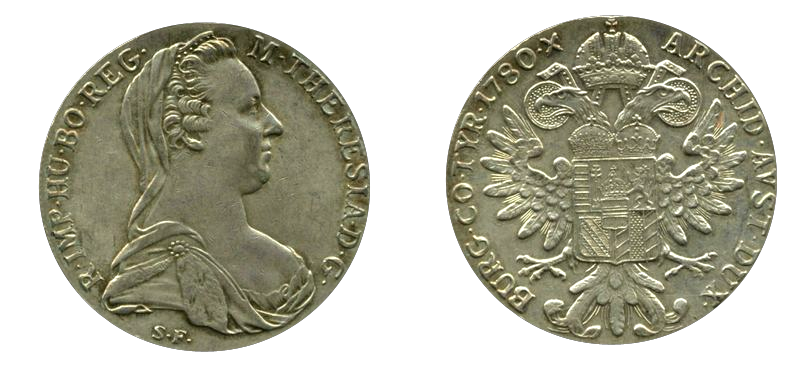
Thaler de Marie-Thérèse (1858).

En 1741, Marie-Thérèse fait émettre une pièce de monnaie de un thaler à son effigie. Cette pièce de monnaie, communément appelé Thaler de Marie-Thérèse, connaîtra un grand succès et sera utilisée avec le même millésime (1780) sur tous les continents jusqu'en 1960.

## Titres et styles
- 13 mai 1717 - 20 octobre 1740 : Son Altesse Royale l'archiduchesse Marie-Thérèse d'Autriche
- 20 octobre 1740 - 13 septembre 1745 : Sa Majesté la reine de Hongrie et de Bohême
- 13 septembre 1745 - 18 août 1765 : Sa Majesté Impériale l'impératrice du Saint-Empire
- 18 août 1765 - 29 novembre 1780 : Sa Majesté Impériale l'impératrice douairière du Saint-Empire

Marie-Thérèse fut en réalité proclamée roi, plutôt que reine de Hongrie, lors de son accession au trône. Cependant, elle est encore communément appelée reine de Hongrie.

## Honneurs
- 3 mai 1728 : Noble dame de l'ordre impérial de la Croix étoilée, par ordonnance de Wilhelmine-Amélie de Brunswick-Lunebourg, impératrice du Saint-Empire
- 1742-1780 : 4e Grande maîtresse de l'ordre impérial de la Croix étoilée

## Titulature complète
Héritière des Habsbourg, Marie-Thérèse porte de nombreux titres, matérialisant ses multiples possessions. Après le décès de son mari François Ier, le 18 août 1765 son « grand titre » était le suivant : Marie-Thérèse, par la Grâce de Dieu
- impératrice douairière du Saint-Empire romain germanique ;
- reine de Hongrie (appelée roi de Hongrie), de Bohême, de Dalmatie, de Croatie, de Slavonie, de Galicie et de Lodomérie, etc. ;
- archiduchesse d'Autriche (souveraine régnante) ;
- duchesse de Bourgogne, de Styrie, de Carinthie et de Carniole ;
- Grande princesse de Transylvanie ;
- Margravine de Moravie ;
- duchesse de Brabant, de Limbourg, de Luxembourg et de Gueldre, de Haute- et de la Basse-Silésie, de Milan, de Mantoue, de Parme et Plaisance et de Guastalla ;
- princesse de Souabe ;
- comtesse princière de Habsbourg, de Flandre, de Tyrol, de Hainaut, de Kybourg, de Goritz et Gradisca ;
- margravine du Saint-Empire sur Burgau, la Haute- et la Basse-Lusace ;
- comtesse de Namur ;
- dame de la marche windique et de Malines ;
- duchesse veuve de Lorraine et de Bar, grande duchesse de Toscane (consort), etc.

## Dans les arts et la culture

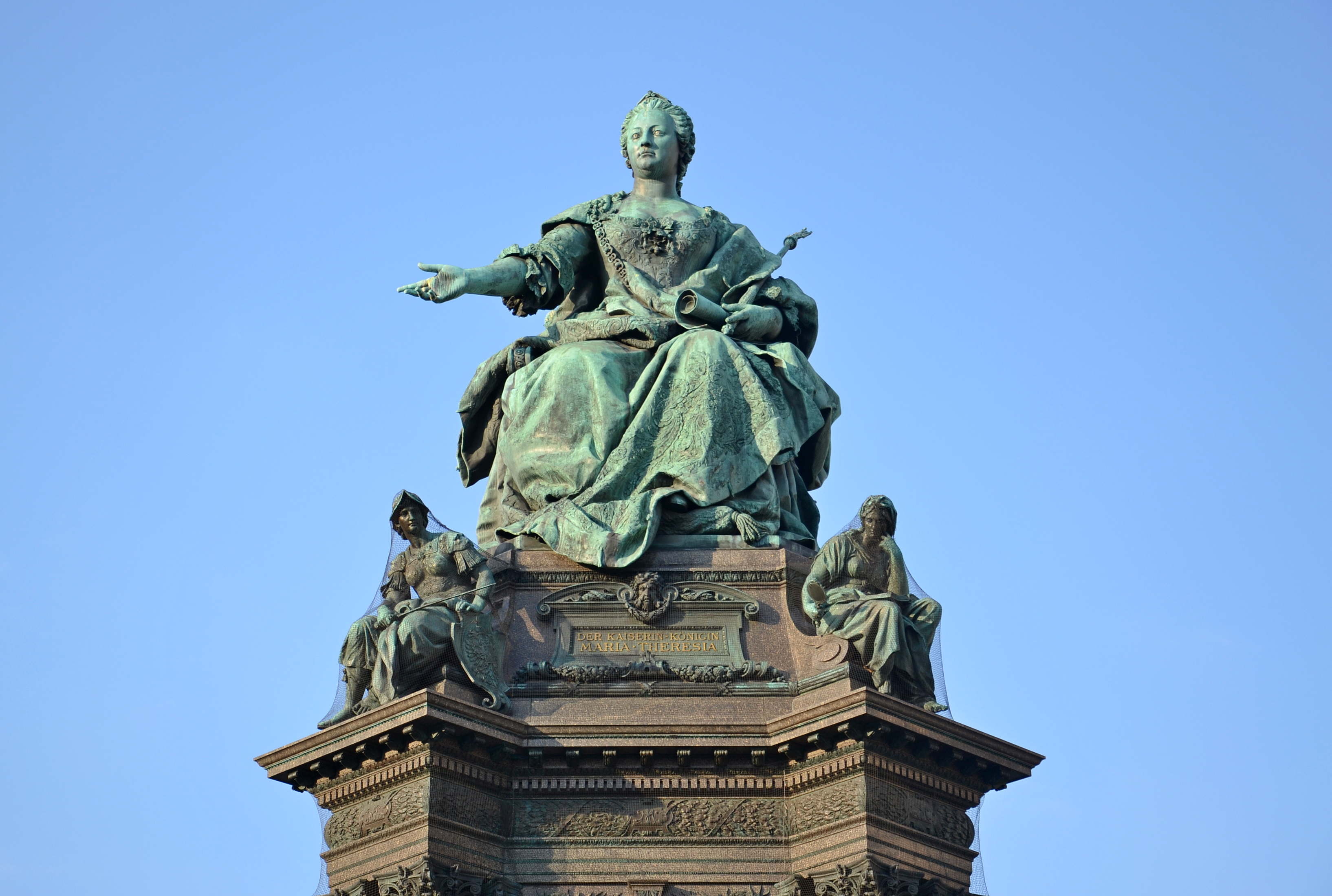
Sa statue, sur la place Maria-Theresia (Maria-Theresien-Platz) à Vienne.

### Musique
La Symphonie no 48 de Joseph Haydn, en do majeur Hob.48, composée en 1768/1769, est surnommée Marie-Thérèse en l'honneur de l'impératrice.

### Cinéma et télévision
Marie-Thérèse d'Autriche a été interprétée à l'écran par :
- 1920 : Lina Berg dans Papa Haydn de Karl Frey ;
- 1921 : Eva Speyer dans Louise de Lavallière de Georg Burckhardt ;
- 1922 :
  - Cordy Millowitsch dans Trenck de Ernst Neubach et Heinz Paul ;
  - Julia Serda et Agnes Straub dans Fridericus Rex de Arzén von Cserépy ;
  - Maria Reinhofer dans Marie Antoinette, das Leben einer Königin de Rudolf Meinert ;

- 1927 : Berta Scheven dans Monsieur l’empereur de Friedrich Zelnik ;
- 1928 : Maria Reisenhofer dans Der alte Fritz de Gerhard Lamprecht ;
- 1929 : Lil Dagover dans La bague impériale d’Erich Waschneck et Max Reichmann ;
- 1931 : Gertrud de Lalsky dans Kaiserliebchen de Hans Tintner ;
- 1932 : Cordy Milowitsch dans Der Günstling des Königs de Heinz Paul et Ernst Neubach ;
- 1934 :
  - Lola Chlud dans Der junge Baron Neuhaus de Gustav Ucicky ;
  - Annie Ducaux dans Nuit de mai de Gustav Ucicky et Henri Chomette ;
- 1935 : Else Ehser dans Liselotte von der Pfalz de Carl Froelich ;
- 1936 : Marie Lohr dans Aimé des dieux de Basil Dean ;
- 1937 : Käthe Haack dans Fridericus de Johannes Meyer ;
- 1938 : Alma Kruger dans Marie-Antoinette de W. S. Van Dyke ;
- 1940 :
  - Olga Vittoria Gentilli dans Melodie eterne de Carmine Gallone ;
  - Käthe Dorsch dans Trenck le téméraire de Herbert Selpin ;
- 1941 :
  - Maria Eis dans La danse avec l'empereur de Georg Jacoby ;
  - Mária Lázár dans Une nuit en Transsylvanie de Frigyes Bán ;
- 1942 : Auguste Pünkösdy dans Le Grand Roi de Veit Harlan ;
- 1947 : Käthe Dorsch dans Anges chantants de Gustav Ucicky ;
- 1951 : Paula Wessely dans Maria Theresia de Emil-Edwin Reinert ;
- 1954 : Waltraut Haas dans Der Zigeunerbaron d’Arthur Maria Rabenalt ;
- 1958 : Sonja Hlebs dans La Tour, prends garde ! de Georges Lampin ;
- 1962 : Gerlinde Locker dans Die Kaiserin d’Arthur Maria Rabenalt ;
- 1964 : Vilma Degischer dans Interview mit der Geschichte de Ruprecht Essberger ;
- 1968 :
  - Eleonore Houf dans Irinka de Paul Stockmeier et Gretl Löwinger ;
  - Gretl Löwinger dans Reiterattacke de Theodor Grädler ;
- 1969 : Maria Schell dans Le Mariage hongrois de Kurt Wilhelm ;
- 1971 :
  - Marianne Schönauer dans Der Kurier der Kaiserin de Hermann Leitner ;
  - Aglaja Schmid dans Der junge Baron Neuhaus de Wolfgang Glück ;
- 1973 : Elfriede Ramhapp dans Les Aventures extraordinaires du baron von Trenck de Franz Peter Wirth ;
- 1975 : Mária Medgyesi dans Vivát, Benyovszky ! d’Igor Ciel et Gábor Várkonyi ;
- 1976 : Geneviève Casile dans Marie-Antoinette de Guy Lefranc ;
- 1979 : Sylvia Kristel dans Le Cinquième Mousquetaire de Ken Annakin ;
- 1980 : Marianne Schönauer, Ulli Fessl et Jasmine Chirazzi (adulte, jeune et enfant) dans Kaiserin Maria Theresia de Kurt Junek ;
- 1981 : Elisabeth Augustin dans Wie der Mond über Feuer und Blut – Das erste Regierungsjahr Maria Theresias d’Axel Corti ;
- 1982 : Marianne Schönauer dans Mozart de Marcel Bluwal ;
- 1983 : Actrice non créditée dans Le Manteau de Marie-Thérèse de Jiri Belka ;
- 1999 : Silvana De Santis dans Ferdinando e Carolina Lina Wertmüller ;
- 2002 : Henriette Richter-Roehl dans Trenck l’insoumis. Un amour en Prusse de Gernot Roll ;
- 2006 : Marianne Faithfull dans Marie-Antoinette de Sofia Coppola ;
- 2008 : Yasmina Djaballah dans Preussens Friedrich und die Kaiserin d’Olaf Götz ;
- 2017 :
  - Gerti Drassi dans Marie-Thérèse, impératrice et mère de Monika Czernin et Ernst Gossner ;
  - Marie-Luise Stockinger, Stefanie Reinsperger et Ursula Strauss dans Marie-Thérèse d'Autriche, mini-série de Robert Dornhelm.
- 2021 : Anne-Céline Pellarini dans la saison 5 de la série La Guerre des trônes, la véritable histoire de l'Europe

### Documentaire
Le documentaire-fiction de l'émission Secrets d'histoire sur France 2, intitulé Marie-Thérèse, l'envahissante impératrice d'Autriche, lui était consacrée

### Jeux vidéo
Dans Civilization II, Marie-Thérèse peut être choisie comme dirigeante de la civilisation allemande. Dans un opus suivant, Civilization V, elle est l'unique dirigeante de la civilisation autrichienne.